# بيرفيس يونغ
كان بيرفيس يونغ (من مواليد 4 فبراير عام 1943 وتوفي في 20 أبريل من عام 2010)، فنانًا أمريكيًا من حي أوفرتاون في مدينة ميامي بولاية فلوريدا الأمريكية. تُظهر أعمال يونغ، التي غالبًا ما تكون مزيجًا بين الكولاج والرسم، تجربة الأمريكيين الأفارقة في الولايات الجنوبية. اشتهر يونغ بصفته فنان معاصر، بعد إنتاج فيلم وثائفي طويل عن حياته وعمله بعنوان بيرفيس من أوفرتاون، واقتنى عدد من المشاهير، منهم جين فوندا ودامون واينز وجيمس بيلوشي ودان أيكرويد وغيرهم، بعضًا من أعماله. تظهر أعمال يونغ في متحف الفن الشعبي الأمريكي، ومعرض كوركوران للفنون، والمتحف العالي للفنون، والمتحف الوطني لتاريخ وثقافة الأميركيين الأفارقة، وفي متحف فيلادلفيا للفنون، وغيرها. في عام 2018، وُضعت صورة يونغ في قاعة مشاهير الفنانين في فلوريدا. 

## أولى سنوات حياته وعمله
وُلد بيرفيس يونغ في مدينة ليبرتي في ميامي بولاية فلوريدا الأمريكية في 2 نوفمبر من عام 1943. عندما كان يونغ طفلًا، حاول عمه تعليمه الرسم، لكنه سرعان ما فقد اهتمامه بهذا الفن. لم يلتحق يونغ بالمدرسة الثانوية قط.
عندما كان مراهقًا، قضى يونغ ثلاث سنوات (بين عام 1961 و1964) في سجن رايفورد في شمال ولاية فلوريدا بتهمة الكسر والاقتحام. خلال فترة وجوده في السجن، استعاد يونغ اهتمامه بالفن، وبدأ بممارسة الرسم، وبدراسة الكتب الفنية. بعد إطلاق سراحه، بدأ يونغ رسم آلاف الرسومات الصغيرة، ووضعها في عربات التسوق، وألصقها على الكتب والمجلات المهملة التي كان يجدها في الشارع. انتقل يونغ بعدها إلى حي أوفرتاون في ميامي. فُتِن يونغ بأحد أحياء ميامي الذي يطلق عليه زقاق غودبريد، على اسم المخبز الجامايكي الذي شغل، في فترة سابقة، جزءًا من الزقاق. انتقل يونغ للعيش في زقاق غودبريد في عام 1971. 

## منتصف حياته المهنية
في أوائل سبعينيات القرن العشرين، استمدّ يونغ إلهامه من الحركات الجدارية لشيكاغو وديترويت، وقرر إنشاء لوحة جدارية لحي أوفرتاون. لم يكن يونغ حينها قد رسم على الجدران من قبل، لكنه تمكن، من خلال إلهامه، من البدأ برسم اللوحات وتسميرها على واجهات المتاجر التي ملأت الزقاق. كان يونغ يرسم على الخشب الذي يجده في الشوارع، ولطالما كانت لوحاته الجدارية «تختفي»، لكنه لم يكن يمانع بذلك. بعد قرابة عامين اثنين من الرسم على الجدران، بدأ السياح، معظمهم بيض البشرة، من زيارة الزقاق. كان يونغ يبيع، في بعض الأحيان، لوحاتٍ للزوار -السائحين والهواة على حد سواء- من حائط الزقاق مباشرة. حظي الفن الجداري ليونغ باهتمام وسائل الإعلام والرأي العام، بما في ذلك المليونير برنارد ديفيس، صاحب متحف ميامي للفنون. أصبح ديفيس راعيًا لموهبة يونغ، وقدم له لوازم الرسم التي احتاجها. توفي ديفيس في عام 1973، بعد أن اشتهر يونغ محليًا في مدينة ميامي.

## أواخر حياته المهنية ووفاته
في أواخر التسعينيات، وأوائل العقد الأول من القرن الحادي والعشرين، استلهم يونغ العديد من أفكار رسوماته من خلال مشاهدة الأفلام الوثائقية التاريخية التي تتحدث عن الحرب والكساد الكبير والتجارة ونزاعات الأمريكيين الأصليين في الولايات المتحدة الأمريكية. في عام 1999، اشترت عائلة روبيل من نيويورك، المشهورة باقتنائها وتجميعها للوحات الفنية، جميع محتويات استوديو يونغ (ما يقارب 3000 قطعة فنية). في عام 2008، تبرعت عائلة روبيل ب 108 عمل من أعمال يونغ لكلية مورهاوس. في شهر يناير من عام 2007، حصل بيرفيس يونغ، في مركز مؤتمرات شاطئ ميامي، على لقب «الفنان المفضل لمدير معرض ميامي للفنون»، وقُدمت له المساعدة لإنشاء عدد من المعارض الفنية الخارجية المستمرة حتى يومنا هذا في جنوب فلوريدا.  